# Решётка Лича
Решётка Лича — решётка определённого типа в 24-мерном пространстве.

## Построения

### Конструкция через код Голея
Решётка Лича может быть определена с помощью кода Голея {\displaystyle {\mathcal {C}}} типа {\displaystyle [24,12,8]} как образ при сжатии в {\displaystyle 2{\sqrt {2}}} раз множества векторов {\displaystyle (a_{1},\dots ,a_{24})\in \mathbb {Z} ^{24}} таких, что
{\displaystyle a_{1}+a_{2}+\cdots +a_{24}\equiv 4a_{1}\equiv 4a_{2}\equiv \cdots \equiv 4a_{24}{\pmod {8}}}
и для каждого класса j вычетов по модулю 4 двоичное 24-битовое слово v, заданное как
{\displaystyle v_{i}={\begin{cases}1,&a_{i}\equiv j{\pmod {4}},\\0,&a_{i}\not \equiv j{\pmod {4}},\end{cases}}}
принадлежит {\displaystyle {\mathcal {C}}}.

### Конструкция через псевдоевклидово пространство сигнатуры (25,1)
Решётка Лича может быть построена с помощью псевдоевклидова пространства сигнатуры (25,1). А именно, в этом пространстве рассматривается чётная унимодулярная решётка {\displaystyle \mathrm {II} _{25,1}}, состоящая из векторов {\displaystyle (x_{0},\dots ,x_{25})}, у которых все координаты одновременно целые или одновременно полуцелые, и при этом {\displaystyle x_{0}+\dots +x_{24}-x_{25}\in 2\mathbb {Z} }, иными словами, скалярное произведение с вектором из всех единиц чётно.
Такой решётке принадлежит изотропный вектор {\displaystyle u=(0,1,\dots ,24,70)}. Отметим, что в силу изотропности {\displaystyle u\in \langle u\rangle ^{\perp }}, поэтому можно рассмотреть факторпространство {\displaystyle \langle u\rangle ^{\perp }/\langle u\rangle }. Ограничение скалярного произведения на это факторпространство (опять-таки, в силу изотропности {\displaystyle u}) корректно определено и оказывается положительно определённым. Образ {\displaystyle (\langle u\rangle ^{\perp }\cap \mathrm {II} _{25,1})/\langle u\rangle } пересечения исходной решётки с ортогональным дополнением при такой факторизации и будет решёткой Лича в получившемся 24-мерном евклидовом пространстве.

## Свойства
- Решётка Лича является чётной самодвойственной (в частности, унимодулярной) решёткой с длиной кратчайшего вектора равной 2.

- Решётка Лича реализует максимально возможное[2][3] контактное число в размерности 24. Её контактное число равно[2][3] 196560

- Решётка Лича реализует плотнейшую[4][5] упаковку шаров в размерности 24. Плотность упаковки решётки Лича составляет {\displaystyle {\tfrac {\pi ^{12}}{12!}}\approx 0.001930}.

- Группа автоморфизмов решётки Лича — группа Конвея Co0. Она включает в себя некоторые спорадические группы, в том числе Co1 как факторгруппу Co0 по инверсии пространства, Co2[англ.] и Co3[англ.] как подгруппы. Группа Конвея имеет порядок 8 315 553 613 086 720 000. Хотя вращательная симметрия решётки Лича очень высока, её группа автоморфизмов не включает никаких отражений; иными словами, решётка Лича хиральна.